# Coulouvray-Boisbenâtre
Coulouvray-Boisbenâtre è un comune francese di 555 abitanti situato nel dipartimento della Manica nella regione della Normandia.

## Società

### Evoluzione demografica
Abitanti censiti